# Liste des plus hauts gratte-ciel de Taipei
Cet article dresse une liste des plus hauts gratte-ciel de l'agglomération de Taipei, la capitale de Taïwan.
Le premier bâtiment à dépasser 150 mètres à Taipei est la Shin Kong Life Tower, qui a été achevée en 1993 et mesure 245 m de hauteur. Actuellement, le bâtiment le plus haut de Taipei est le Taipei 101 de 101 étages, qui culmine à 509,2 mètres et a été achevé en 2004. Le Taipei 101 a été officiellement classé comme le plus haut du monde de 2004 à 2010. Aujourd'hui, il est toujours le plus haut bâtiment à Taïwan, le 6ème plus haut bâtiment d'Asie et le 10ème plus haut bâtiment du monde.
En juillet 2024, le site skyscrapers.tw, référence sur les gratte-ciels de Taiwan, dénombrait un total de 283 immeubles d'au moins 100 m de hauteur dans l'agglomération de Taipei dont 89 dans la ville même de Taipei , et 194 dans la ville de Nouveau Taipei, qui entoure Taipei .
Il y a actuellement plusieurs bâtiments de plus de 200 m en construction à Taipei, y compris les tours A et B de Taipei Twin Towers, qui sont en cours de planification et atteindront respectivement 360 mètres et 280 mètres, la Taipei Sky Tower, qui est en construction dans le district de Xinyi et atteindra 280 mètres.
Les bâtiments les plus hauts sont principalement concentrés dans les quartiers d'affaires modernes et centraux du Zone planifiée de Xinyi et des districts de Banqiao et Hsinchuang, ainsi que dans le centre-ville traditionnel du district de Zhongzheng.

## Photos panoramiques

La photographie panoramique de Taipei en 2018.

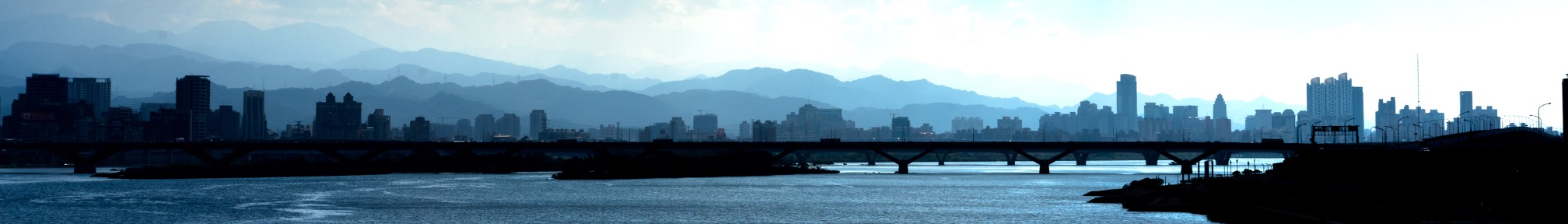
La photographie panoramique de Nouveau Taipei en 2016.

## Liste des plus hauts gratte-ciel de Taipei
En novembre 2020, la liste des immeubles d'au moins 150 mètres de hauteur y est la suivante d'après Emporis et Skyscraperpage .
| Rang | Nom                                                         | Image | Hauteur (m) | Étages | Année | Utilisation | Localisation |
| ---- | ----------------------------------------------------------- | ----- | ----------- | ------ | ----- | ----------- | ------------ |
| 1    | Taipei 101 (臺北101)                                        |       | 509,2       | 101    | 2004  | Bureau      | Xinyi        |
| 2    | Nan Shan Plaza (臺北南山廣場)                               |       | 272         | 48     | 2018  | Bureau      | Xinyi        |
| 3    | Fubon Group Xinyi Headquarters (富邦信義A25總部)            |       | 266,3       | 56     | 2021  | Bureau      | Xinyi        |
| 4    | Shin Kong Life Tower (新光人壽保險大樓)                     |       | 245         | 51     | 1993  | Bureau      | Zhongzheng   |
| 5    | Cathay Landmark (國泰置地廣場)                              |       | 212         | 46     | 2015  | Bureau      | Xinyi        |
| 6    | Farglory Financial Center (遠雄金融中心)                    |       | 208,3       | 32     | 2012  | Bureau      | Xinyi        |
| 7    | Far Eastern Banqiao Tower (百揚大樓)                        |       | 207         | 50     | 2013  | Mixte       | Banqiao      |
| 8    | Neo Sky Dome Block B (新巨蛋 B棟)                           |       | 188         | 46     | 2010  | Résidentiel | Banqiao      |
| 9    | Farglory 95rich (遠雄九五)                                  |       | 184         | 42     | 2017  | Mixte       | Hsinchuang   |
| 10   | Chicony Electronics Headquarters (群光電子總部大樓)         |       | 181         | 39     | 2015  | Bureau      | Sanchong     |
| 11   | HongWell i-Tower (宏匯i-Tower)                              |       | 180,6       | 39     | 2021  | Bureau      | Hsinchuang   |
| 12   | Bank of Pansin Headquarters (板信雙子星花園廣場)            |       | 180         | 34     | 2009  | Bureau      | Banqiao      |
| 13   | Neo Sky Dome Block C (新巨蛋 C棟)                           |       | 177,5       | 46     | 2010  | Résidentiel | Banqiao      |
| 13=  | Neo Sky Dome Block D (新巨蛋 D棟)                           |       | 177,5       | 46     | 2010  | Résidentiel | Banqiao      |
| 15   | Far Eastern Plaza Tower 1 (遠企中心)                        |       | 164,7       | 41     | 1994  | Bureau      | Daan         |
| 15=  | Far Eastern Plaza Tower 2 (遠企中心)                        |       | 164,7       | 41     | 1994  | Hôtel       | Daan         |
| 17   | Sunland 41 Block A (森聯摩天41 A棟)                         |       | 160,8       | 41     | 2020  | Résidentiel | Linkou       |
| 17=  | Sunland 41 Block B (森聯摩天41 B棟)                         |       | 160,8       | 41     | 2020  | Résidentiel | Linkou       |
| 19   | Yihwa International Residential Tower A (宜華國際飯店住宅A) |       | 160         | 45     | 2014  | Résidentiel | Zhongshan    |
| 19=  | Yihwa International Residential Tower B (宜華國際飯店住宅B) |       | 160         | 45     | 2014  | Résidentiel | Zhongshan    |
| 19=  | Farglory U-Town Tower B (汐止遠雄U-TOWN B棟)                |       | 160         | 37     | 2014  | Mixed       | Xizhi        |
| 19=  | Farglory U-Town Tower C (汐止遠雄U-TOWN C棟)                |       | 160         | 37     | 2014  | Mixed       | Xizhi        |
| 19=  | Tamsui Water Cube (淡水水立方)                              |       | 160         | 41     | 2012  | Résidentiel | Tamsui       |
| 24   | Huaku Sky Garden (華固天鑄)                                 |       | 156,7       | 38     | 2016  | Résidentiel | Shilin       |
| 25   | Neo Sky Dome Block A (新巨蛋 A棟)                           |       | 156         | 40     | 2010  | Résidentiel | Banqiao      |
| 26   | Hua Nan Bank World Trade Building (華南銀行總行世貿大樓)    |       | 154,5       | 27     | 2014  | Bureau      | Xinyi        |
| 27   | President Enterprise Corporation Tower (統一國際大樓)       |       | 154         | 30     | 2004  | Bureau      | Xinyi        |
| 28   | Kee Tai Zhongxiao (基泰忠孝)                                |       | 153         | 37     | 2019  | Mixte       | Zhongzheng   |
| 28=  | Tuntex High Rise Tower I (摩天東帝市)                       |       | 153         | 41     | 1998  | Résidentiel | Chungho      |
| 30   | Farglory U-Town Tower D (汐止遠雄U-TOWN D棟)                |       | 151.8       | 37     | 2014  | Mixte       | Xizhi        |
| 30=  | Farglory U-Town Tower A (汐止遠雄U-TOWN A棟)                |       | 151         | 37     | 2014  | Mixte       | Xizhi        |
| 32   | W Hotel Taipei (市府轉運站)                                 |       | 151         | 31     | 2010  | Bureau      | Xinyi        |
| 33   | Yihwa International Hotel (宜華國際觀光旅館C)               |       | 150         | 42     | 2014  | Hôtel       | Zhongshan    |
| 33=  | Blue Ocean (藍海)                                           |       | 150         | 38     | 2010  | Résidentiel | Tamsui       |

## Chronologie des bâtiments les plus hauts
| Nom                                               | Image | Période                 | Hauteur (m) | Étages | Location   | Références |
| ------------------------------------------------- | ----- | ----------------------- | ----------- | ------ | ---------- | ---------- |
| Palais présidentiel de Taipei (中華民國總統府)    |       | 1919 - 1931             | 60.0        | 9      | Zhongzheng | [ 32 ]     |
| Hilton Worldwide Taipei (臺北希爾頓大飯店)        |       | Jul. 15 - Oct. 10, 1973 | 71          | 20     | Zhongzheng | [ 33 ]     |
| Grand Hotel (圓山大飯店)                          |       | Oct. 10, 1973–1981      | 87          | 12     | Zhongshan  | [ 34 ]     |
| First Commercial Bank Building (第一銀行總行大樓) |       | 1981–1983               | 87.7        | 22     | Zhongzheng | [ 35 ]     |
| Taiwan Power Building (台電大樓)                  |       | 1983–1988               | 127.4       | 27     | Zhongzheng | [ 36 ]     |
| International Trade Building (國貿大樓)           |       | 1988–1990               | 142.6       | 33     | Xinyi      | [ 37 ]     |
| Tuntex Tower (敦南東帝士大樓)                     |       | 1990–1993               | 143.4       | 38     | Daan       | [ 38 ]     |
| Shin Kong Life Tower (新光人壽保險大樓)           |       | Dec. 21, 1993–2004      | 244.8       | 51     | Zhongzheng | [ 39 ]     |
| Taipei 101 (臺北101)                              |       | 2004–present            | 508         | 101    | Xinyi      | [ 40 ]     |